# Artemis Fowl (romanzo)
Artemis Fowl è un romanzo fantasy del 2001 scritto da Eoin Colfer, primo libro della serie di Artemis Fowl.
È stato pubblicato in italiano nel 2001 dalla Arnoldo Mondadori Editore.

## Trama
Artemis Fowl, quattordicenne genio del male, nella sua prima avventura vuole impossessarsi dell'oro del Piccolo Popolo. Per farlo, però, deve prima scoprire dove il Popolo si nasconde. Per questo va, insieme alla sua guardia del corpo Leale, nella cittadina di Ho Chi Min, dove abita una fata che, però ha ormai perso quasi tutti i poteri, perché è entrata nelle case dei Fangosi, cioè gli umani, senza “invito” ossia senza permesso. Ad Artemis interessa perché tutti gli esseri fatati hanno con loro una copia del Libro, la Bibbia del Popolo, che indica dove si nascondono e come vivono. Lui le offre, in cambio di vedere il Libro, una purga per l'alcool che la fata aveva bevuto durante tutti gli anni in cui era stata bandita. Artemis riesce a decifrare il libro. Intanto, nel sottosuolo, Spinella Tappo stava mettendosi in uniforme per andare alla centrale LEP, dove lei era l'unica agente donna, e quindi presa sempre di mira dai suoi compagni e soprattutto dal suo comandante, Julius Tubero, che però in fondo la vuole aiutare. Nella sua prima missione Tubero manda Spinella ad intercettare un troll in Puglia. Il fatto è che Spinella aveva finito la sua carica magica e non faceva il rito per ricaricarsi da circa quattro anni, cioè da molto tempo, e che quindi poteva contare solo sull'equipaggiamento LEP. Spinella sconfigge il troll e parte per ricaricarsi, però viene catturata da Artemis e portata a casa Fowl. Appena saputa la notizia, Tubero chiama subito a sé Polledro, centauro genio informatico al servizio della LEP che attiva subito le procedure per iniziare una stasi temporale, cioè fermare il tempo per un tot di ore. Tubero sale subito in superficie e Polledro attiva la stasi. Insieme a tutta la Squadra Recupero e a Tubero sale in superficie Briar Brontauro, che propone subito un'idea: un blusciacquo, cioè una bomba che uccide tutti gli esseri viventi presenti in un determinato punto, che non lascia residui. L'idea viene scartata subito da Tubero che vuole salvare Spinella e che manda la Squadra Recupero che viene annientata da Leale, dotato da Artemis di un elmetto anti-schermatura, rubato a Spinella, che permette di vedere un essere fatato anche se schermato. Per liberare Spinella, Artemis vuole l'oro del Popolo, molto oro del Popolo, ma commette un grave errore: pensa che nessuno, neanche un nano, possa entrare in casa sua. Tubero chiama a sé Bombarda Sterro, nano cleptomane che può entrare in qualsiasi casa. Sterro riesce ad entrare nella casa ma non a salvare Spinella. A Tubero non rimane altra scelta che pagare il riscatto, ma ha un'idea: pagare il riscatto, liberare Spinella ed eseguire poi un blusciacquo, eliminando così tutti nella casa e poter riprendere tutto il denaro. Il piano riesce fino a quando non esce Spinella, portando con sé metà del denaro avendo esaudito il desiderio di Artemis: guarire sua madre. Tubero esegue comunque il blusciacquo ma Artemis riesce a sfuggirgli con un trucco, salvando anche gli altri nella casa.

## La profezia di Ohm
All'interno del libro, a fondo pagina, scorre un testo scritto con l'alfabeto segreto del Popolo, caratteri simili ai geroglifici egizi: la Profezia di Ohm.

## Adattamento cinematografico
Da questo libro è stata tratta una versione cinematografica diretta da Kenneth Branagh che è uscito il 12 giugno 2020 esclusivamente sulla piattaforma Disney+. Il protagonista è interpretato da Ferdia Shaw.

## Edizioni
- Eoin Colfer, Artemis Fowl, traduzione di Angela Ragusa, Milano, Mondadori, 2001, ISBN 88-04-49788-2.